# Liste der Baudenkmale in Hilgermissen
In der Liste der Baudenkmale in Hilgermissen sind alle Baudenkmale der niedersächsischen Gemeinde Hilgermissen aufgelistet. Die Quelle der Baudenkmale ist der Denkmalatlas Niedersachsen. Der Stand der Liste ist der 8. Mai 2021.

## Allgemein
In den Spalten befinden sich folgende Informationen:
- Lage: die Adresse des Baudenkmales und die geographischen Koordinaten. Kartenansicht, um Koordinaten zu setzen. In der Kartenansicht sind Baudenkmale ohne Koordinaten mit einem roten Marker dargestellt und können in der Karte gesetzt werden. Baudenkmale ohne Bild sind mit einem blauen Marker gekennzeichnet, Baudenkmale mit Bild mit einem grünen Marker.
- Bezeichnung: Bezeichnung des Baudenkmales
- Beschreibung: die Beschreibung des Baudenkmales. Unter § 3 Abs. 2 NDSchG werden Einzeldenkmale und unter § 3 Abs. 3 NDSchG Gruppen baulicher Anlagen und deren Bestandteile ausgewiesen.
- ID: die Objekt-ID des Baudenkmales
- Bild: ein Bild des Baudenkmales, ggf. zusätzlich mit einem Link zu weiteren Fotos des Baudenkmals im Medienarchiv Wikimedia Commons. Wenn man auf das Kamerasymbol klickt, können Fotos zu Baudenkmalen aus dieser Liste hochgeladen werden:

## Eitzendorf

### Gruppen baulicher Anlagen

#### Gruppe: Kirche mit Pfarrhaus
Die Gruppe „Kirche mit Pfarrhaus“ hat die ID 31036224.

| Lage                                      | Bezeichnung      | Beschreibung | ID       | Bild           |
| ----------------------------------------- | ---------------- | --- | -------- | -------------- |
| Eitzendorf 133 52° 52′ 21″ N, 9° 8′ 20″ O | Kirche mit Orgel | Die St. Georgs-Kirche wurde im neugotischen Stil als Ziegelbau 1866–1867 von Conrad Wilhelm Hase an der Stelle des früheren Kirchbaus der St.-Georgs-Kirche errichtet. Die Orgel ist von 1868, 1953 umgebaut und 2012 rekonstruiert worden. | 31043342 | Weitere Bilder |
| Eitzendorf 52° 52′ 21″ N, 9° 8′ 20″ O     | Kirchhof         | Friedhof mit Grabsteinen des späten 19. Jahrhunderts sowie gusseisernen Grabkreuzen. | 31043327 |                |
| Eitzendorf 70 52° 52′ 18″ N, 9° 8′ 17″ O  | Wohnhaus         | Pfarrhaus Pfarrhaus Eitzendorf 70 | 31043567 |                |
| Eitzendorf 86 52° 52′ 23″ N, 9° 8′ 18″ O  | Wohnhaus         | Ehemaliges Pfarrwitwenhaus, heute Küsterhaus | 31043600 |                |

#### Gruppe: Hofanlage Eitzendorf 54
Die Gruppe „Hofanlage Eitzendorf 54“ hat die ID 31036204.

| Lage                                     | Bezeichnung | Beschreibung | ID       | Bild |
| ---------------------------------------- | ----------- | ------------ | -------- | ---- |
| Eitzendorf 54 52° 52′ 46″ N, 9° 6′ 32″ O | Hofanlage   |              | 31043533 |      |

#### Gruppe: Hofanlage Eitzendorf 55
Die Gruppe „Hofanlage Eitzendorf 55“ hat die ID 31036214.

| Lage                                     | Bezeichnung | Beschreibung | ID       | Bild |
| ---------------------------------------- | ----------- | ------------ | -------- | ---- |
| Eitzendorf 55 52° 52′ 39″ N, 9° 6′ 21″ O | Hofanlage   |              | 31043550 |      |

### Einzeldenkmale
| Lage                                     | Bezeichnung              | Beschreibung | ID       | Bild |
| ---------------------------------------- | ------------------------ | --- | -------- | ---- |
| Eitzendorf 1 52° 52′ 37″ N, 9° 8′ 29″ O  | Wohn-/Wirtschaftsgebäude | Haupthaus des sog. „Cordeshofs“ | 31043367 |      |
| Eitzendorf 2 52° 52′ 39″ N, 9° 8′ 20″ O  | Wohn-/Wirtschaftsgebäude | Das Wohn- und Wirtschaftsgebäude Eitzendorf 2 ist ein Hallenhaus von 1837 in Fachwerk mit Steinausfachungen und mit Krüppelwalmdach                                      | 31043384 |      |
| Eitzendorf 13 52° 52′ 16″ N, 9° 8′ 10″ O | Backhaus                 | In der ersten Hälfte des 18. Jahrhunderts errichteter Fachwerkbau mit Ausfachung in Lehmstakung und eingehälsten Ankerbalken unter einem Satteldach in S-Pfannendeckung. | 31043423 |      |
| Eitzendorf 13 52° 52′ 16″ N, 9° 8′ 10″ O | Speicher                 | Anfang des 18. Jahrhunderts mit vorkragendem Giebel errichtetes Fachwerkgebäude.                                                                                         | 31043496 |      |
| Eitzendorf 25 52° 52′ 30″ N, 9° 8′ 7″ O  | Wohn-/Wirtschaftsgebäude | Das Wohn- und Wirtschaftsgebäude Eitzendorf 25 ist ein Hallenhaus von 1838 in Fachwerk mit Steinausfachungen sowie mit Krüppelwalmdach                                   | 31043443 |      |
| Eitzendorf 30 52° 52′ 31″ N, 9° 8′ 17″ O | Wohnhaus                 | Das Wohnhaus Eitzendorf 30 ist ein zweigeschossiges massives verputztes Gebäude mit zwei straßenseitigen symmetrischen Giebelflügeln mit Zierfachwerk                    | 31043464 |      |
| Eitzendorf 38 52° 52′ 31″ N, 9° 8′ 17″ O | Scheune                  | | 31043480 |      |
| Eitzendorf 44 52° 52′ 23″ N, 9° 7′ 7″ O  | Wohn-/Wirtschaftsgebäude | Das Wohn- und Wirtschaftsgebäude Eitzendorf 44 ist ein Zweiständerhallenhaus aus der Mitte des 19. Jahrhunderts mit reetgedecktem Krüppelwalmdach                        | 31044132 |      |
| Eitzendorf 46 52° 52′ 24″ N, 9° 7′ 0″ O  | Wohn-/Wirtschaftsgebäude | Das Wohn- und Wirtschaftsgebäude Eitzendorf 46 ist ein Hallenhaus in Fachwerk mit Steinausfachungen und Krüppelwalmdach sowie bemerkenswertem Rasterfachwerk             | 31043517 |      |

## Heesen

### Einzeldenkmale
| Lage                                  | Bezeichnung              | Beschreibung | ID       | Bild |
| ------------------------------------- | ------------------------ | --- | -------- | ---- |
| Heesen 10 52° 49′ 56″ N, 9° 7′ 58″ O  | Wohn-/Wirtschaftsgebäude | Das Wohn- und Wirtschaftsgebäude Heesen 10 ist ein Zweiständer-Hallenhaus in Fachwerk aus Mitte des 19. Jahrhunderts mit Krüppelwalmdach                                          | 31043617 |      |
| Heesen 10a 52° 49′ 56″ N, 9° 7′ 57″ O | Speicher                 | Anfang des 19. Jahrhunderts errichteter Ziegelfachwerkbau unter einem Satteldach.                                                                                                 | 31043637 |      |
| Heesen 11 52° 49′ 47″ N, 9° 7′ 59″ O  | Speicher                 | Anfang des 19. Jahrhunderts errichteter eingeschossiger Ziegelfachwerkbau unter einem Satteldach.                                                                                 | 31043657 |      |
| Heesen 13 52° 49′ 48″ N, 9° 7′ 53″ O  | Wohn-/Wirtschaftsgebäude | Das Wohn- und Wirtschaftsgebäude Heesen 13 ist ein Zweiständer-Hallenhaus vom Ende des 18. Jahrhunderts in Fachwerk mit Steinausfachungen sowie mit reetgedecktem Krüppelwalmdach | 31043677 |      |

## Magelsen

### Gruppen baulicher Anlagen

#### Gruppe: Hofanlage Alvesen 60
Die Gruppe „Hofanlage Alvesen 60“ hat die ID 31036235.

| Lage                                   | Bezeichnung | Beschreibung | ID       | Bild |
| -------------------------------------- | ----------- | ------------ | -------- | ---- |
| Magelsen 60 52° 52′ 31″ N, 9° 9′ 14″ O | Hofanlage   |              | 31044718 |      |

#### Gruppe: Hofanlage Magelsen 36
Die Gruppe „Hofanlage Magelsen 36“ hat die ID 31036177.

| Lage                                    | Bezeichnung              | Beschreibung                                                                                  | ID       | Bild |
| --------------------------------------- | ------------------------ | --------------------------------------------------------------------------------------------- | -------- | ---- |
| Magelsen 36 52° 52′ 28″ N, 9° 10′ 1″ O  | Wohn-/Wirtschaftsgebäude | Zur Hofanlage Magelsen 36 gehört ein Ziegelfachwerkbau vom 18./19. Jahrhundert als Hallenhaus | 31043821 |      |
| Magelsen 36a 52° 52′ 29″ N, 9° 10′ 0″ O | Speicher                 | Zweistöckig auskragender Ziegelfachwerkbau vom 18./19. Jahrhundert                            | 31043839 |      |
| Magelsen 36 52° 52′ 27″ N, 9° 10′ 1″ O  | Wohnhaus                 | Eingeschossiges massives Gebäude mit Krüppelwalmdach                                          | 31043785 |      |
| Magelsen 36 52° 52′ 27″ N, 9° 10′ 3″ O  | Taubenturm               | Zweigeschossiger oktogonaler Ziegelfachwerkbau mit Pyramidendach.                             | 31043785 |      |

#### Gruppe: Hofanlage Magelsen 51
Die auf einer Warft errichtete Gruppe „Hofanlage Magelsen 51“ hat die ID 31036190.

| Lage                                    | Bezeichnung        | Beschreibung                                                                 | ID       | Bild |
| --------------------------------------- | ------------------ | ---------------------------------------------------------------------------- | -------- | ---- |
| Magelsen 51 52° 53′ 16″ N, 9° 10′ 16″ O | Wohnhaus           | Zur Hofanlage Magelsen 51 gehört ein Massivbau vom Ende des 19. Jahrhunderts | 31043285 |      |
| Magelsen 51 52° 53′ 15″ N, 9° 10′ 16″ O | Wirtschaftsgebäude | Massivbau vom Ende des 19. Jhs                                               | 31043265 | BW   |
| Magelsen 51 52° 53′ 15″ N, 9° 10′ 14″ O | Scheune            | Massiver Ziegelbau von 1867.                                                 | 31043225 |      |
| Magelsen 51 52° 53′ 15″ N, 9° 10′ 17″ O | Speicher           | Zweigeschossig vorkragender Ziegelfachwerkbau von 1621                       | 31043245 |      |
| Magelsen 51 52° 53′ 14″ N, 9° 10′ 14″ O | Remise             | Verklinkerte Remise vom 19. Jahrhundert                                      | 41963008 |      |
| Magelsen 51 52° 53′ 16″ N, 9° 10′ 15″ O | Einfriedung        | gemauerten Einfriedung mit Lisenengliederung                                 | 36353354 |      |

#### Gruppe: Hofanlage Magelsen 54
Die auf einer Warft errichtete Gruppe „Hofanlage Magelsen 54“ hat die ID 31036245.

| Lage                                     | Bezeichnung              | Beschreibung | ID       | Bild |
| ---------------------------------------- | ------------------------ | --- | -------- | ---- |
| Magelsen 54 52° 53′ 20″ N, 9° 10′ 25″ O  | Wohn-/Wirtschaftsgebäude | Zur Hofanlage Magelsen 54 gehört ein Vierständer-Hallenhaus in Fachwerk mit Steinausfachungen und mit Krüppelwalmdächern | 31043204 |      |
| Magelsen 54 52° 53′ 20″ N, 9° 10′ 25″ O  | Scheune                  | Ziegelfachwerk-Scheune mit Krüppelwalmdach                                                                               | 31043183 |      |
| Magelsen 54b 52° 53′ 21″ N, 9° 10′ 26″ O | Stall                    | Stall in Ziegelfachwerk mit Satteldach und Quereinfahrt                                                                  | 31043162 |      |

### Einzeldenkmale
| Lage                                    | Bezeichnung              | Beschreibung | ID       | Bild           |
| --------------------------------------- | ------------------------ | --- | -------- | -------------- |
| Magelsen 41 52° 52′ 23″ N, 9° 10′ 8″ O  | Wohn-/Wirtschaftsgebäude | Das Wohn- und Wirtschaftsgebäude Magelsen 41 ist ein Vierständer-Hallenhaus von 1794 in Fachwerk mit Krüppelwalmdach | 31044229 |                |
| Magelsen 52° 52′ 26″ N, 9° 10′ 14″ O    | Kirche mit Orgel         | Die Kirche Magelsen wurde 1892 nach einem Brand errichtet als neuromanischer gewölbter Backsteinbau mit Querhaus, Polygonchor und Westturm. Das Schiff befindet sich auf einem alten Findlingsfundament. Die Kantenquaderung des unteren Teils des im Kern romanischen Turms wurde beibehalten. Das Sakramentshaus datiert auf 1522. Die Orgel wurde 1897 gebaut. | 31043697 | Weitere Bilder |
| Magelsen 42 52° 52′ 23″ N, 9° 10′ 8″ O  | Küsterhaus               | Das Küsterhaus Magelsen ist ein Haus in Fachwerk mit Krüppelwalmdach | 31043735 |                |
| Magelsen 13 52° 52′ 22″ N, 9° 10′ 20″ O | Wohn-Wirtschaftsgebäude  | | 31043751 |                |

## Mehringen

### Einzeldenkmale
| Lage                                    | Bezeichnung | Beschreibung                                                                                   | ID       | Bild |
| --------------------------------------- | ----------- | ---------------------------------------------------------------------------------------------- | -------- | ---- |
| Mehringen 3 52° 49′ 31″ N, 9° 9′ 3″ O   | Wohnhaus    | Zum Wohnhaus und Speicher Mehringen 3 gehört ein Putzbau von um 1925 mit symmetrischer Fassade | 31043878 |      |
| Mehringen 3 52° 49′ 31″ N, 9° 9′ 5″ O   | Speicher    | Ziegelfachwerkbau vom Ende des 18. Jahrhunderts                                                | 31043899 |      |
| Mehringen 53 52° 49′ 34″ N, 9° 8′ 56″ O | Scheune     | Fachwerkscheune von 1733                                                                       | 31043919 |      |

## Wechold

### Einzeldenkmale
| Lage                                  | Bezeichnung              | Beschreibung | ID       | Bild           |
| ------------------------------------- | ------------------------ | --- | -------- | -------------- |
| Wechold 52° 50′ 39″ N, 9° 7′ 24″ O    | Kirche                   | Die St.-Marien-Kirche Wechold wurde bereits 1179 genannt. Der heutige Neubau erfolgte 1870/1871 durch den Baurat Wagner als neugotischer Backsteinsaal mit seitlichen Eingangsrisaliten und polygonaler Apsis. Der romanische Westturm aus Raseneisenstein ist noch erhalten. Das Abschlussgeschoss ist in Backstein erneuert worden und wurde 1989 saniert. | 31044090 | Weitere Bilder |
| Wechold 17 52° 50′ 38″ N, 9° 6′ 0″ O  | Wohn-/Wirtschaftsgebäude | Das Wohn- und Wirtschaftsgebäude Wechold 17 ist ein Ziegelfachwerkbau vom Ende des 18. Jahrhunderts mit Krüppelwalmdach | 31044112 |                |
| Wechold 99 52° 51′ 33″ N, 9° 8′ 56″ O | Herrenhaus               | Zum Rittergut Wührden gehört ein Herrenhaus von 1868 | 31044176 |                |
| Wechold 99 52° 51′ 32″ N, 9° 8′ 55″ O | Heuerhaus                | Heuerhaus vom 18. Jahrhundert des Ritterguts Wührden | 31044195 |                |
| Wechold 99 52° 51′ 32″ N, 9° 9′ 1″ O  | Scheune                  | Ziegelfachwerkbau vom Ende des 19. Jahrhunderts des Ritterguts Wührden mit angebauten Göpelhaus | 31044153 |                |
| Wechold 105 52° 51′ 6″ N, 9° 7′ 4″ O  | Mühle                    | Von der Windmühle Wechold ist ein Windmühlenstumpf erhalten | 31044076 |                |

## Wienbergen

### Gruppen baulicher Anlagen

#### Gruppe: Hofanlage Wienbergen 31
Die auf der Warft Niederboyen errichtete Gruppe „Hofanlage Wienbergen 31“ mit Hofpflasterung und Obstwiese hat die ID 31036259.

| Lage                                      | Bezeichnung    | Beschreibung                                                                                          | ID       | Bild |
| ----------------------------------------- | -------------- | --- | -------- | ---- |
| Wienbergen 31 52° 51′ 13″ N, 9° 11′ 17″ O | Wohnhaus       | Zur Hofanlage Wienbergen 31 gehört ein Ziegelbau von 1890 mit Satteldach und engobierten Falzziegeln. | 31043938 |      |
| Wienbergen 31 52° 51′ 13″ N, 9° 11′ 21″ O | Scheune        | Ziegelbau von 1890 mit Satteldach                                                                     | 31044007 |      |
| Wienbergen 31 52° 51′ 12″ N, 9° 11′ 19″ O | Stall          | Ziegelbau von um 1890 mit Satteldach                                                                  | 31043961 |      |
| Wienbergen 31 52° 51′ 14″ N, 9° 11′ 17″ O | Göpel          | Göpel als Fachwerkbau vom 18. Jahrhundert                                                             | 31044030 | BW   |
| Wienbergen 31 52° 51′ 13″ N, 9° 11′ 20″ O | Mühle          | Mühle von 1890                                                                                        | 31044053 |      |
| Wienbergen 31 52° 51′ 13″ N, 9° 11′ 12″ O | Streuobstwiese | Streuobstwiese                                                                                        | 52664247 |      |

#### Gruppe: Hofanlage Wienbergen 33
Die auf der Warft Oberboyen errichtete Gruppe „Hofanlage Wienbergen 33“ mit Hofpflasterung hat die ID 36353411.

| Lage                                      | Bezeichnung              | Beschreibung                                                                                       | ID       | Bild |
| ----------------------------------------- | ------------------------ | -------------------------------------------------------------------------------------------------- | -------- | ---- |
| Wienbergen 33 52° 50′ 20″ N, 9° 11′ 28″ O | Wohn-/Wirtschaftsgebäude | Zur Hofanlage Wienbergen 33 gehört ein Gebäude von 1878 aus Backsteinmauerwerk mit Krüppelwalmdach | 36353852 |      |
| Wienbergen 33 52° 50′ 20″ N, 9° 11′ 26″ O | Scheune                  | Scheune von 1905 aus Backsteinmauerwerk mit Satteldach                                             | 36353753 |      |
| Wienbergen 33 52° 50′ 21″ N, 9° 11′ 26″ O | Stall                    | Stall vom 20. Jahrhundert aus Backsteinmauerwerk (innen Fachwerk um 1800) mit Krüppelwalm          | 36353619 |      |
| Wienbergen 33 52° 50′ 20″ N, 9° 11′ 25″ O | Taubenturm               | Oktogonaler Turm von um 1900 aus Backsteinmauerwerk mit Zeltdach                                   | 31044251 |      |
| Wienbergen 33 52° 50′ 20″ N, 9° 11′ 25″ O | Einfriedungen            | Aus Backsteinmauerwerk mit Lisenengliederung                                                       | 36353910 |      |